# Chang Taek-sang
Chang Taek-sang (n. 22 octombrie 1893, d. 1 august 1969) a fost un general și politician din Coreei de Sud, Ministrul Afacerilor Externe 1948, Prim-ministru al țării din 1952.